# Shakira (cràter)
Shakira és un cràter d'impacte en el planeta Venus de 17,6 km de diàmetre. Porta el nom d'un antropònim baixkir, i el seu nom va ser aprovat per la Unió Astronòmica Internacional el 1994.